# Brzozie Lubawskie
Brzozie Lubawskie (za II RP Niemieckie Brzozie) – wieś w Polsce położona w województwie warmińsko-mazurskim, w powiecie nowomiejskim, w gminie Kurzętnik. W latach 1975–1998 miejscowość administracyjnie należała do województwa toruńskiego.
Wieś sołecka (powierzchnia sołectwa – 1708,8 ha, 96 gospodarstw rolnych, w 2003 r. 596 mieszkańców, w 2008 – 580). Pierwotnie wieś nosiła nazwy: Brosa, Broza, Brosau, Deutsche Brosau, Brzuzie Deutsche, a w latach 1920-1945 – Brzozie Niemieckie (okresie międzywojennym było też Brzozie Polskie). Po wojnie zmieniono nazwę na Brzozie Lubawskie. Pomimo że do Lubawy jest stosunkowo daleko, nazwa nawiązuje do położenia na terenie Ziemi Lubawskiej.
Wieś założona na planie ulicówki, obecnie o długości ok. 1,5 km. Wokół wsi znajdują się trzy osady: Brzozak, Mechacz, Wygoda.

## Historia
Wieś lokowana w 1310 przez biskupa płockiego, po odstąpieniu tego obszaru przez biskupa chełmińskiego Wernera. W tym czasie zapewne powstała także parafia, wzmiankowana w dokumentach w 1378 r. Drewniany kościół z XVI został zniszczony i w połowie XVIII powstał murowany (współczesny). W 1877 roku powstało Stowarzyszenie Świętego Floriana, a w 1920 roku przyjęto nazwę Ochotnicza Straż Pożarna, w tym roku powstało także Kółko Rolnicze. W tym okresie we wsi było kilka warsztatów rzemieślniczych, dwa sklepy i zajazd. W 1939 r. Niemcy rozstrzelali proboszcza ks. Stanisława Zabrockiego. W czasie okupacji Niemcy wysiedlili do Potulic kilka rodzin rolników, m.in.: Jakielskich, Kotewiczów, Marchlewskich, Dembowskich, Wiśniewskich, Skowrońskich. W czasie wojny zginęło osiemnaście osób ze wsi.
W 1944 r. mieścił się tu podośrodek pracy obozu koncentracyjnego w Stutthofie. W 1944 r. do Brzozia przetransportowano około 500 Żydówek z Kamiennika Wielkiego i skierowano je do pracy przy budowie umocnień wojskowych. Później przeniesiono je do Wielkiego Głęboczka, do pięciu drewnianych baraków nad jeziorem. Jesienią 1944 r. przeniesiono więźniarki do Jajkowa.
W Brzoziu Lubawskim funkcjonuje jedna z najstarszych ochotniczych straży pożarnych w regionie, założona w 1877 r.

## Zabytki
- Kościół neoromański, jednonawowy z wysoka wieżą, wybudowany w latach 1872–1874 r., gruntownie odnowiony i przebudowany w stylu neogotyckim z drugiej połowie XX w. W wyposażeniu znajdują się dwa retabula barokowe z XVII w., szafkowe z polichromią i napisem Ecce Fanis Ange; barokowa rzeźba aniołka; barokowa rzeźba Matki Boskiej z Dzieciątkiem, rzeźby św. Franciszka i św. Jana Nepomucena. W zakrystii znajduje się barokowa szafa zwieńczona krzyżem.
- zabytkowa gotycka kostnica na cmentarzu przykościelnym z przełomu XIV i XV w.
- pomnik przyrody – okazały modrzew europejski (Larix decidua Mill.), rośnie w centrum wsi

## Szkoła
Szkoła w Brzoziu wzmiankowana w dokumentach już w XVII w. Około 1904 roku dobudowano nowe skrzydło. Do 1920 r. nauczycielem był Gronest (Niemiec, katolik). W latach 1920–1939 kierownikiem szkoły był Robert Iwicki, który jednocześnie pełnił funkcję urzędnika stanu cywilnego i pracownika poczty. W tym czasie szkoła było czteroklasowa. Od 1955 r. szkoła była siedmioklasowa a kierownikiem szkoły w latach 1957–1984 był Marian Kriks. W późniejszych latach dyrektorami byli Jan Markowski, Jan Korzeniak, Bogumił Piernik. Od 1999 r. szkoła w Brzoziu Lubawskich jest sześcioklasowa (Szkoła Podstawowa im. Orła Białego w Brzoziu Lubawskim). W 1998 r. dyrektorem szkoły została Barbara Grudzińska. W tym okresie w szkole uczyli: Zyta Fimiarz, Alicja Głowacka, Danuta Godzińska, Jolanta Janowska, Ryszard Krajnik, Krystyna Kurlikowska, Ewa Leśniewska, Danuta Prucnal, Zbigniew Osmański, Teresa Zglińska, Renata Żywicka, ks. Bernard Zakrzewski.

## Parafia
Proboszczowie Parafii pw. św. Jana Chrzciciela:
- ks. Leon Kiedrowski, ur. 1867
- ks. Albert Antoni Kapicki
- ks. Stanisław Zabrocki, ur. 1889, rozstrzelany przez Niemców 15 października 1939 r. w lesie Bratiańskim
- ks. Jan Derdowski, proboszcz w Polskim Brzoziu w latach 1836–1851 oraz w Kazanicach (1851–1886), wychowawca swojego bratanka – Hieronima Derdowskiego (1852–1902), kaszubskiego poety, dziennikarza i folklorysty
- ks. Aleksander Lewańczyk, ur. 1902, pierwszy proboszcz po II wojnie światowej
- ks. Edmund Nastrożny, ur. 1915
- ks. Bronisław Serwaczak, ur. 1923
- ks. Henryk Bartkowski, ur. 1926
- ks. Adam Filarski
- ks. Bernard Zakrzewski (od 1994 r.)

## Ludzie związani z miejscowością
- ks. Ludwik Chyliński (ur. 1881 w Brzoziu, zm. 1960 w Lipinkach), członek Towarzystwa Naukowego Toruńskiego, członek Rady Ludowej w Działdowie w latach 1918–1920, kuratus w Mikołajkach.
- Mieczysław Tomasz Malinowski, urodził się w Brzoziu, działacz społeczny, poseł do Sejmu V kadencji (1938–1939), rozstrzelany przez Niemców w październiku 1939 w Bachotku-Brzezinach.
- Bolesław Krajnik, zmarł w 1959 r. w Brzoziu Lubawskim, działacz ludowcy, członek PSL-Piast, w 1925 spowodował rozłam Piasta tworząc Chrześcijańskie Stronnictwo Małorolnych. Startował w wyborach do senatu w 1928 r.
- Witold Wojdyło, ur. 1 kwietnia 1947 w Brzoziu Lubawskim. Profesor, historyk, specjalizuje się w historii najnowszej, historii wychowania oraz myśli politycznej XIX i XX wieku. Jest członkiem PTH. Pełnił funkcje dziekana i prodziekana Wydziału Humanistycznego UMK. Obecnie jest kierownikiem Katedry Myśli Politycznej Wydziału Politologii i Studiów Międzynarodowych. W latach 2008–2012 piastował również funkcję prorektora ds. studenckich.